# De glemte stammer
De glemte stammer er en dansk dokumentarfilm fra 1999 med instruktion og manuskript af Jacob Jørgensen.

## Handling
Denne artikel mangler et handlingsreferat. Hjælp os med at skrive det.